# 조차장

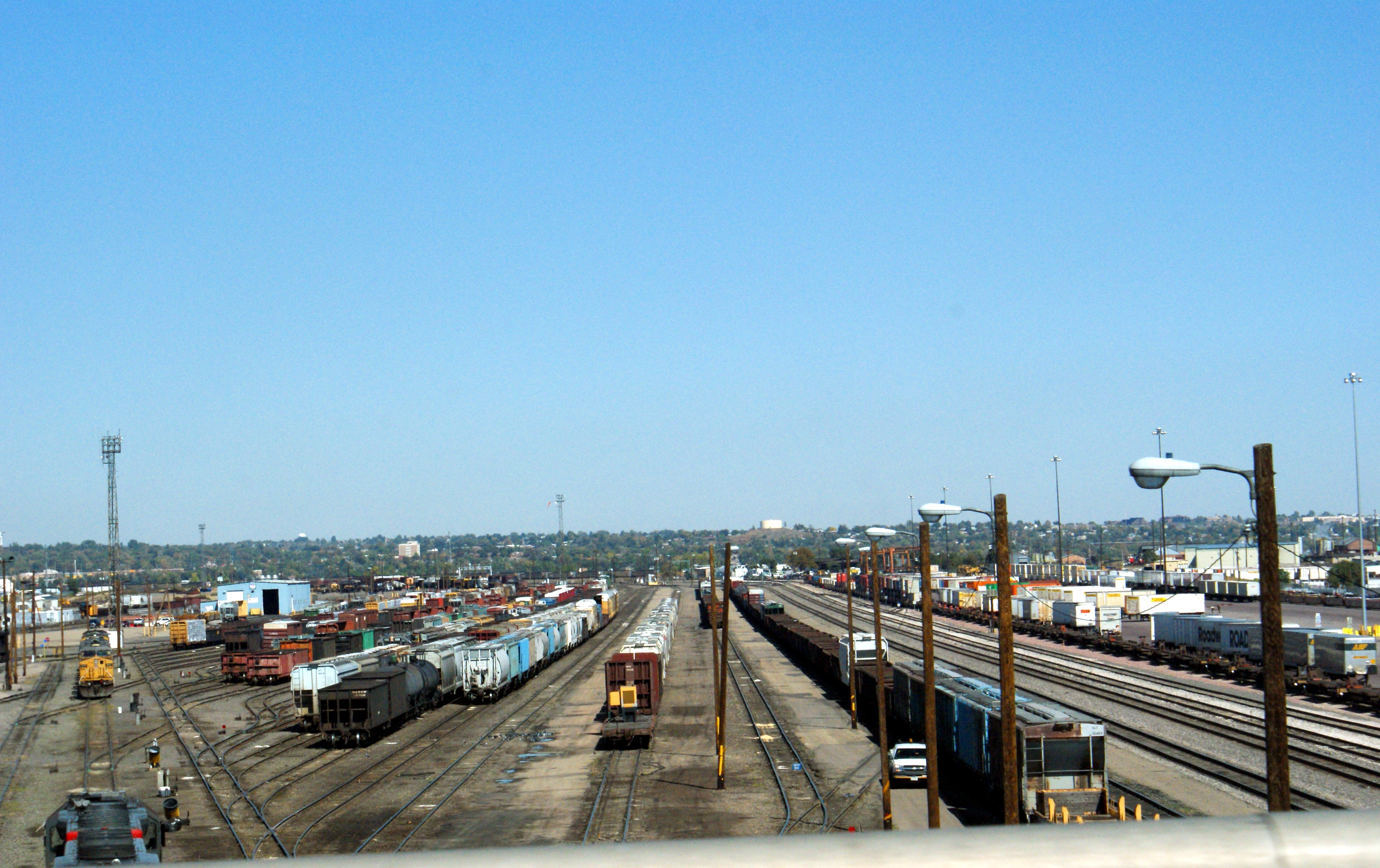
콜로라도 덴버의 조차장

조차장(操車場, Classification yard)은 철도시설로, 화차 및 객차 등 개별 철도차량을 한 열차에서 분리 및 이동시키고 다른 열차와 연결시켜, 새로운 열차 편성으로 만들기 위해 설치한 장소이다. 주로 화물철도 운영에 사용하는 시설이다.

## 개요
조차장은 행선지가 각각 다른 화차 및 객차가 섞인 열차의 각 차량을 행선지별로 분류하여, 행선지가 같은 한 편성의 열차를 만드는 작업을 위해 존재한다. 이런 새로운 열차 편성을 만드는 작업을 "조성"이라고 한다. 열차의 조성을 위해 열차를 역 시설 내에 유치하고, 열차에서 객차와 화차를 분리하여 분류작업을 실시한다. 이 분류작업을 "입환"이라고 한다. 입환 중인 철도차량은 기존 열차에서 분리되어나와 각 행선지별로 분류된 선로, 분류선으로 이동하여 다른 차량과 결합, 같은 행선지로 이뤄진 새로운 열차로 만들어진다. 대형 조차장은 대량의 입환작업을 신속하게 처리하기 위해 "험프"(Hump)라 불리는 입환용 언덕을 설치해, 열차가 중력에 의해 내리막길을 스스로 내려가면서 자동으로 분류선으로 이동하는 구조를 갖추기도 한다.(자세한 것은 아래 험프식 조차장을 참고.)
화물열차는 각각의 차량들이 하나의 열차를 이뤄야 하고, 목적지가 다른 차량이 한 열차에 섞이기도 한다. 이런 차량은 반드시 목적지별로 다시 나뉘어야 한다. 그러므로 열차의 각 차량들은 목적지까지의 경로에 따라 몇 차례 입환작업이 이뤄져야 한다. 이와는 대조적으로 모든 열차가 같은 목적지로 이뤄진 열차(Unit train)도 존재한다. 이 경우 입환작업은 출발지와 도착지에서 약간 이뤄지며, 장거리일 경우 조차장에서도 일부 이뤄지기도 한다.
조차장은 입환의 효율적인 처리를 위하여 승강장 등과 같은 여객, 화물 영업 설비를 거의 갖추지 않는다. 특히, 화물을 수송할 때 어느 역에서 어느 역까지 바로 운행하는 열차(직통열차)가 없는 경우, 조차장까지 일단 적재된 화차를 수송하고, 여기서 분류와 입환을 통해 목적지 역 혹은 다른 조차장으로 가는 열차에 조성, 발송하게 된다(열차 중계). 이러한 열차 중계를 위해 필수적인 시설이 조차장이다.
이런 특징 때문에, 조차장은 여러 노선이 집결하는 결절점에 위치하며, 근무하는 인원이 많고, 동력차의 차고, 동력차 및 객화차의 정비시설, 기타 관리시설이 집결해 있는 일대 거점을 이룬다. 여객역이나 화물역으로서의 기능은 없거나 매우 미미하지만, 다수의 선로와 건물을 갖춘 방대한 규모의 시설을 갖는다.

## 분류
조차장은 입환의 방식에 따라서 평면 조차장, 험프식 조차장, 중력식 조차장으로 구분한다.

### 평면 조차장
평면조차장(Flat yard)은 평탄한 지면에 있는 조차장이다. 지면이 평탄하므로, 기관차 등 동력차에 의해서 차량을 분류선(입환선)으로 적의 반입하여 입환을 실시한다.
신호설비 외에 특별한 시설물이 없이도 입환이 이루어질 수 있으나, 처리능력은 험프 조차장 등과 비교하면 그렇게 크지 않다. 이를 보완하기 위해, 동력차가 화차를 앞에 매달고 달리는 중에 화차를 분리하여 관성에 의해 화차를 이동시키는 방식의 입환작업을 실시하기도 한다. 이를 '돌방입환'(突放入換, humping)이라고 한다.
대한민국 내에 있는 광의의 조차장, 그리고 협의의 조차장(제천조차장, 대전조차장) 모두 이 평면 조차장 구조이다.

### 험프식 조차장

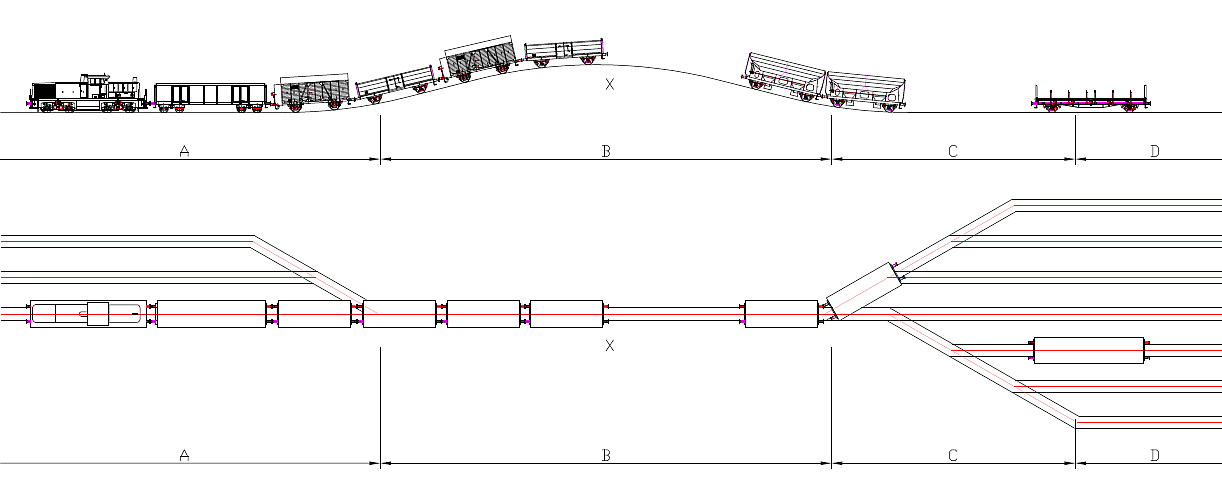
험프 조차장의 흐름. A-추진선, B-험프 X-분리지점 C-선로전환기(분류점) D-개별 분류선

험프식 조차장(Hump yard)은 험프라 불리는 인공적인 언덕을 만들고, 이 위에 기울기를 가진 선로를 설치하여, 이 언덕위에서 화차를 굴려보내어 입환을 실시하는 조차장이다. 작업속도가 빠르고 효율적이어서, 적은 인력으로 1일 당 1천량 이상을 처리할 수도 있다.
험프식 조차장에서는, 일련의 화차를 추진선에 위치시키고, 연결기를 모두 분리한 다음, 이를 기관차를 사용하여 저속으로 험프 쪽으로 밀어올린다. 험프의 정점을 통과한 화차는 내리막 구배를 굴러내려가면서 동력을 얻게 된다. 이를 목표로 한 분류선으로 선로를 개통시켜 진입하게 한다. 화차가 지나치게 굴러가지 않도록 험프의 하구배나 분류선의 초입에 리타더라 불리는 제동장치를 설치하여 감속시키거나, 레일 위에 제륜화를 설치하거나, 수송원이 첨승하여 수제동기를 조작하여 속도를 조작한다.
분류선은 대개 8~9개의 선로가 한 묶음으로 구성되어 있으며, 보통 한 묶음 당 1~2개의 리타더가 설치된다. 리타더는 별도의 조작원이 제어하나, 최근에는 컴퓨터에 의해 환경변수를 감안해 제동을 조작하는 식의 자동 리타더도 존재한다.
해외 유수의 대형 조차장(미국의 베일리 야드 등)은 대개 험프식 조차장이다. 대한민국에는 1개소도 존재하지 않는다.

### 중력식 조차장
중력식 조차장(Gravity yard)은 조차장 전체가 하구배 상에 위치해 있어, 화차가 자력으로 굴러내려가는 힘을 사용하여 입환을 실시하는 조차장이다.
작업 효율면에서는 우수하나, 시설조건의 어려움이나, 비교적 많은 인력을 소요하는 점 때문에 최근에는 거의 건설되지 않는다. 유럽 등지의 오래된 조차장 일부가 이런 중력식 조차장이다. 역시 대한민국에는 존재하지 않는다.

## 구조

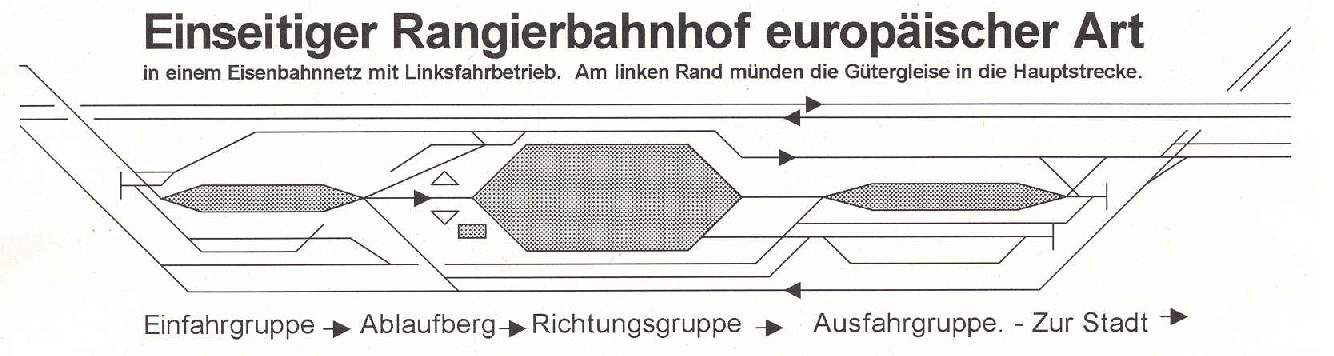
조차장의 구조. 도착선→험프(혹은 추진선 또는 인상선)→분류선(입환선)→출발선

### 도착선
열차가 도착하여 객화차를 유치해 두는 선로.

### 출발선
조성이 완료된 객화차를 본선에 열차로서 출발시키는 선로.

### 착발선
도착선과 출발선 양쪽으로 사용할 수 있는 선로.

### 분류선
입환선이라고도 부르며, 도착한 객화차들을 각 방면 별, 차종 별 등 의도에 따라서 분류 작업을 실시하는 선로.

### 기회선
도착선, 출발선, 착발선 등을 연결하며, 기관차의 방향 전환 혹은 위치 전환시에 사용하는 기관차의 주행선로. 대개 입환작업에 지장을 주지 않도록 입환선과 구분되어 있다.

### 추진선 또는 인상선
객화차의 입환을 위하여 각 차량 묶음이 진입할 수 있는 선로. 대개 입환선의 초입부분에 그 끝부분이 접해 있다.

## 한국에서의 조차장
한국철도공사에서는, 이보다 좁은 의미로서, 특별히 차량의 입환과 조성을 위한 곳으로 별도로 지정한 철도역을 의미한다. 기본적으로 차량, 특히 객화차의 배분, 중계, 유치 업무를 위한 시설이라도 지정하지 않은 역은 조차장으로 취급하지 않는다(의왕역, 가야역, 익산역, 순천역 등). 한국철도공사의 관할 역 중 조차장으로 지정된 곳은 경부선과 호남선의 대전조차장역, 중앙선의 제천조차장역 2곳 뿐이다.
(참고로 현재 북한에는 평양조차장역과 함흥조차장역이 있다.)
조차장에는 역장 및 예하의 직원이 배치되므로, 보통역 혹은 관리역에 상당한다.

## 같이 보기
- 철도역
- 제천조차장역
- 대전조차장역